# Tour der australischen Rugby-Union-Nationalmannschaft nach Europa 1973
| Tour der Wallabies nach Europa 1973 | Tour der Wallabies nach Europa 1973 | Tour der Wallabies nach Europa 1973 | Tour der Wallabies nach Europa 1973 | Tour der Wallabies nach Europa 1973 |
| Übersicht                           | S                                   | G                                   | U                                   | N                                   |
| ----------------------------------- | ----------------------------------- | ----------------------------------- | ----------------------------------- | ----------------------------------- |
| Test Matches                        | 2                                   | 0                                   | 0                                   | 2                                   |
| Sonstige Spiele                     | 7                                   | 3                                   | 1                                   | 3                                   |
| Gesamt                              | 9                                   | 3                                   | 1                                   | 5                                   |
|                                     |                                     |                                     |                                     |                                     |
| England                             | 1                                   | 0                                   | 0                                   | 1                                   |
| Wales                               | 1                                   | 0                                   | 0                                   | 1                                   |

Die Tour der australischen Rugby-Union-Nationalmannschaft nach Europa 1973 umfasste eine Reihe von Freundschaftsspielen der Wallabies, der Nationalmannschaft Australiens in der Sportart Rugby Union. Das Team reiste im Oktober und November 1973 durch England, Italien und Wales. Während dieser Zeit bestritt es neun Spiele, darunter zwei Test Matches gegen die englische und walisische Nationalmannschaft, die jeweils deutlich verloren gingen. Hinzu kamen sieben weitere Spiele gegen Auswahlteams, bei denen ein Unentschieden und drei Niederlagen resultierten. Das abschließende Länderspiel gegen Italien wird vom australischen Verband nicht als Test Match gezählt.

## Spielplan
- Hintergrundfarbe grün = Sieg
- Hintergrundfarbe gelb = Unentschieden
- Hintergrundfarbe rot = Niederlage

(Test Matches sind grau unterlegt; Ergebnisse aus der Sicht Australiens)
| # | Datum             | Gegner                        | Ort                 | Stadion                | Ergebnis |
| - | ----------------- | ----------------------------- | ------------------- | ---------------------- | -------- |
| 1 | 24. Oktober 1973  | London Counties               | Bournemouth         |                        | 17:15    |
| 2 | 27. Oktober 1973  | South and South-West Counties | Bath                | Recreation Ground      | 14:15    |
| 3 | 31. Oktober 1973  | East Wales                    | Newport             | Rodney Parade          | 11:19    |
| 4 | 03. November 1973 | Swansea RFC                   | Swansea             | St Helen’s             | 9:9      |
| 5 | 06. November 1973 | West Wales                    | Port Talbot         | Talbot Athletic Ground | 18:13    |
| 6 | 10. November 1973 | Wales                         | Cardiff             | Cardiff Arms Park      | 0:24     |
| 7 | 13. November 1973 | Northern Counties             | Newcastle upon Tyne |                        | 13:16    |
| 8 | 17. November 1973 | England                       | London              | Twickenham Stadium     | 3:20     |
| 9 | 21. November 1973 | Italien                       | L’Aquila            | Stadio Tommaso Fattori | 59:21    |

## Test Matches
| 10. November 1973 | Wales                                                      | 24 : 0         | Australien | Cardiff Arms Park, Cardiff Zuschauer: 50.000 Schiedsrichter: Kenneth Pattinson (England) |
| 10. November 1973 | Versuche: G. Davies Morris Windsor Erhöhungen: Bennett (4) | (12:0) Bericht |            | Cardiff Arms Park, Cardiff Zuschauer: 50.000 Schiedsrichter: Kenneth Pattinson (England) |

Aufstellungen:
- Wales: Phil Bennett, Roy Bergiers, Tommy David, Gerald Davies, Mervyn Davies, Gareth Edwards , Keith Hughes, Phil Llewellyn, Allan Martin, Dai Morris, Derek Quinnell, Glyn Shaw, J. J. Williams, J. P. R. Williams, Bobby Windsor 
 Auswechselspieler: Clive Shell
- Australien: Dick Cocks, Russell Fairfax, Garrick Fay, Michael Freney, Ronald Graham, Stuart Gregory, John Hipwell, Jake Howard, David l’Estrange, Jeffrey McLean, Geoffrey Richardson, Geoffrey Shaw, Tony Shaw, Owen Stephens, Peter Sullivan

| 17. November 1973 14:30 WEZ | England                                                                         | 20 : 3        | Australien           | Twickenham Stadium, London Zuschauer: 40.000 Schiedsrichter: Tony Lewis (Wales) |
| 17. November 1973 14:30 WEZ | Versuche: Neary Old Ripley Erhöhungen: Rossborough Straftritte: Rossborough (2) | (7:0) Bericht | Straftritte: Fairfax | Twickenham Stadium, London Zuschauer: 40.000 Schiedsrichter: Tony Lewis (Wales) |

Aufstellungen:
- England: Fran Cotton, David Duckham, Jeremy Janion, Tony Neary, Alan Old, John Pullin , Chris Ralston, Andy Ripley, Peter Rossborough, David Roughley, Steven Smith, Peter Squires, Stack Stevens, Roger Uttley, John Watkins
- Australien: Bruce Battishall, Chris Carberry, Dick Cocks, Russell Fairfax, Garrick Fay, Ronald Graham, Stuart Gregory, John Hipwell , David l’Estrange, Stuart MacDougall, Jeffrey McLean, Laurie Monaghan, Peter Rowles, Geoffrey Shaw, Tony Shaw 
 Auswechselspieler: Michael Freney